# Парцеляція (економіка)
Парцеляція (від фр. parcelle — невелика доля, наділ, від лат. particula — частка) — поділ, подрібнення ґрунтів на невеликі ділянки (парцели), призначені для продажу або оренди. Була поширена в Галичині, Буковині, Закарпатській Україні під час перебування західноукраїнських земель під владою Австро-Угорщини, Польщі, Румунії, Чехословаччини в 19 — 1-й половині 20 ст. Проводилася урядами цих держав для посилення своїх позицій на українських землях. Явище П. визначали: політична доцільність, неефективність та відсталість с.-г. виробництва. У Габсбургзькій монархії П. активно провадилася 1852—1917. Із 276 тис. га розпарцельованої землі українське населення змогло закупити тільки 38 тис. га. Решту 238 тис. га викупили польські банки для колонізації. У Галичині 1905 було 18 481 364, а на Буковині — 1 115 167 парцел. За іншими даними, у Галичині до 1902 було поділено на парцели й продано 95 тис. га землі, а за наступні десятиліття — 243 тис. га.
У міжвоєнній Польщі П. регулювалася окремим законодавством. Згідно з «Основами земельної реформи», ухваленими сеймом 10 липня 1919, передбачалося щорічно парцелювати 200 тис. га земель державних, занедбаних маєтків і поміщицьких господарств. Однак до прийняття 1920 закону про земельну реформу П. проводилася в незначних розмірах. Протягом 1921—25 в Польщі було розпарцельовано 690 тис. га землі. 20 серпня 1925 сейм ухвалив новий закон про П. й осадництво, унаслідок чого до кінця 1935 в Західній Україні було розпарцельовано 624 тис. га землі, з яких на Галичину припадало 313,6 тис. га, на Волинь — 308 тис. га. Із створенням нових самостійних господарств (осад) земельна реформа передбачала сусідську П. — виділення наділів (прирізок) для збільшення карликових господарств. До початку 1936 в Галичині 136 432 селянські двори придбали 180 136 прирізок.
За рахунок осадництва правлячі кола Польщі розраховували створити соціальну опору власного режиму на східних і південно-східних окраїнах, а також ставили завдання пом'якшити гостроту аграрного перенаселення в Польщі.